# Friedrich Andreas Stromeyer
Friedrich Andreas Stromeyer (* 1788 in Celle; † 17. August 1847 in Göttingen) war ein deutscher (hannoverscher) Verwaltungsjurist und Richter.

## Leben
Friedrich Andreas Stromeyer war Sohn des Oberappellationsgerichtsrates Johann Andreas Stromeyer in Celle. Er studierte ab 1806 Rechtswissenschaften an der Universität Göttingen und ist zum Ende seines Studiums am 18. Januar 1809 als Mitstifter des Corps Hannovera Göttingen belegt. Ab Ende des Jahres 1813 beteiligte sich Stromeyer als Freiwilliger an dem Befreiungskampf gegen die napoleonische Herrschaft, im Jahr 1841 erhielt er hierfür die damals neu gestiftete Kriegsdenkmünze. Nach Wiederherstellung des Friedens trat er dann in den hannoverschen Justizdienst, zunächst als Justizrat und Hofgerichtsassessor in Stade, dann bis 1842 als Geheimer Justizrat und Consistorialrat am gleichen Gericht. 1842 wurde er zum Direktur der Justizkanzlei Göttingen ernannt. Von 1845 bis zu seinem Tode wurden ihm dann auch die Aufgaben eines außerordentlichen Regierungsbevollmächtigter zur örtlichen Aufsicht über die Universität Göttingen übertragen, die in Umsetzung der Karlsbader Beschlüsse vom Bundestag in Frankfurt am 20. September 1819 und erneut am 13. November 1834 angeordnet worden waren. Stromeyer war ab 1841 auch Mitglied des Hannoverschen Staatsrates.
Er war verheiratet mit Caroline Lappenberg, der Schwester des Historikers Johann Martin Lappenberg. Sein Schwiegersohn war der spätere hannoversche Justizminister Otto von Düring.
Seit 1839 war er Ritter des Guelphen-Ordens.